# ȸ
Cette page contient des caractères spéciaux ou non latins. S’ils s’affichent mal (▯, ?, etc.), consultez la page d’aide Unicode.
La lettre ȸ est une lettre additionnelle utilisée dans la transcription phonétique issus de certaines langues africaines. C’est un d et un b ligaturés (db). Elle représente une consonne occlusive labio-dentale voisée [b̪].
La lettre n’a pas de majuscule. On ne doit pas la confondre avec la lettre ф de l'alphabet cyrillique voire de l'alphabet grec.

## Utilisation
Clement Martyn Doke utilise les lettres ȹ et ȸ (avec la forme de phi grec cursif fermé ‹ φ › et ‹ φ › dans certaines éditions) pour transcrire les consonnes affriquées nasalisées [ɱȹf] et [ɱȸv] écrites ‹ mf › et ‹ mv › en zoulou,.
Malcolm Guthrie utilise le ȸ pour noter une consonne occlusive labio-dentale sourde [p̪] dans une langue du groupe nyanja-tumbuka appelée tonga dans The classification of the Bantu languages publié en 1948,.
Jacqueline M. C. Thomas et Jean-Marie Pruvost-Beaurain utilisent les lettres ȹ et ȸ plutôt pour les consonnes occlusives apico-labiales sourde [p̺] et voisée [b̺] de l’oubykh, (aussi notées [t̼] et [d̼] ou [t͡p] et [d͡b]).

## Représentation informatique
- Représentation Unicode:
  - Capitale: (aucune)
  - Bas-de-casse: U+0238